# Mauranthemum
Mauranthemum es un género con cuatro especies de plantas fanerógamas, perteneciente a la familia Asteraceae. Es originario del sudoeste de Europa y del Norte de África. El género fue descrito por Vogt y Christoph Oberprieler y publicado en  Taxon 44(3): 377, en el año 1995.

## Descripción
Son plantas anuales o perennes, que alcanzan los 2-25 (-40) cm de altura. Los tallos son erguidos, ramificados por lo general cerca de las bases, glabros. Las hojas  caulinares, alternas, pecioladas o sésiles, obovadas o láminas oblongas a lanceoladas o lineal, por lo general irregular 1-pinnado-lobuladas o dentadas, los márgenes dentados. Las flores de la corona, en su mayoría blancas (por lo general amarillentas en las bases). El número de cromosomas: x = 9. 

## Taxonomía
El género fue descrito por Vogt & Oberpr. y publicado en Taxon 44(3): 377. 1995.
Etimología
Mauranthemum: nombre genérico que deriva del latín mauros, que significa "nativo del Norte de África" , y del sufijo griego anthemon, flor.

## Especies aceptadas
A continuación se brinda un listado de las especies del género Mauranthemum aceptadas hasta noviembre de 2013, ordenadas alfabéticamente. Para cada una se indica el nombre binomial seguido del autor, abreviado según las convenciones y usos.
- Mauranthemum decepiens      (Pomel) Vogt & Oberpr.    Taxon 44(3): 377    1995
- Mauranthemum gaetulum     (Batt.) Vogt & Oberpr.    Taxon 44(3): 377    1995
- Mauranthemum paludosum     (Poir.) Vogt & Oberpr.    Taxon 44(3): 377    1995
- Mauranthemum reboudianum     (Pomel) Vogt & Oberpr.